# Museo de la Educación de la Universidad de La Laguna
El Museo de la Educación de la Universidad de La Laguna se encuentra en la Facultad de Educación de la Universidad de La Laguna.

## Historia
La idea de crear el Museo de la Educación de la Universidad de La Laguna tomó cuerpo en 1998 cuando la profesora Ana Vega señaló la importancia de crear esa institución en una reunión del Departamento de Didáctica e Investigación Educativa de la ULL. Pocas semanas más tarde comenzó a materializarse el proyecto al integrarse otros profesores y profesoras de distintos Departamentos. El grupo inicial de trabajo puso las bases para un Proyecto del Museo, “que en un futuro pueda constituirse en centro de conservación, difusión e investigación de nuestro pasado educativo”, que fue aprobado por la Junta de la Facultad el 22 de enero de 1999 (Vega, Santos y Feliciano, 2008). Posteriormente recibió el apoyo del Vicerrectorado de Extensión Universitaria y de la Comisión Delegada de Actividades Culturales de la Junta de Gobierno (sesión de 21/02/2001).

## Secciones
El Museo cuenta con una exposición permanente, compuesta por mobiliario escolar y materiales de enseñanza del siglo pasado, además de bordados, colecciones de libros, juegos, etc.
Tiene también un amplio archivo fotográfico de motivos escolares. Algunas fotografías están digitalizadas y pueden consultarse en línea. También puede accederse a algunos documentos históricos transcritos por miembros del Museo.